# Peyton Reed
Pour les articles homonymes, voir Reed.
Peyton Reed est un acteur, producteur, réalisateur et scénariste américain, né le 3 juillet 1964 à Raleigh, en Caroline du Nord (États-Unis).

## Biographie
Reed est né à Raleigh en Caroline du Nord et a fait ses études à l'Université de Caroline du Nord de Chapel Hill. Ses premières réalisations sont des comédies, dans lesquelles il fait parfois des apparitions ou écrit des chansons pour les bandes originales.
Il remplace Edgar Wright pour réaliser le film Ant-Man. Il était alors engagé sur la réalisation d'un biopic sur Brian Epstein, The Fifth Beatle, projet qu'il quitte pour réaliser le film Marvel. La bonne réception du film pousse Marvel Studios à rappeler Reed pour réaliser la suite Ant-Man and the Wasp parue en 2018 puis "Ant-Man and the Wasp: Quantumania" en 2023,.
Reed est marié à Sheila ; ils ont 2 fils et vivent à  Los Angeles

## Filmographie

### comme réalisateur

#### Cinéma
- 1989 : Almost Beat (court métrage)
- 2000 : American Girls (Bring It On)
- 2003 : Bye Bye Love (Down with Love)
- 2006 : La Rupture (The Break-Up)
- 2009 : Yes Man
- 2015 : Ant-Man
- 2018 : Ant-Man et la Guêpe (Ant-Man and the Wasp)
- 2023 : Ant-Man et la Guêpe : Quantumania

#### Télévision
- 1990 :  The Secrets of the Back to the Future Trilogy (TV)
- 1991 : Retour vers le futur (Back to the Future) (série télévisée)
- 1996 : The High Life (en) (série télévisée)
- 1997 : The Weird Al Show (en) (série télévisée)
- 1997 : Un nouveau départ pour la Coccinelle (The Love Bug) (TV)
- 1999 : Upright Citizens Brigade (en) (série télévisée)
- 2001 : Bad Haircut (TV)
- 2004 : Superchunk: Crowding Up Your Visual Field (vidéo)
- 2020 : The Mandalorian (TV, Saison 2, épisode 2, épisode 8)

### comme acteur
- 1994 : Un chien peut en cacher un autre (The Shaggy Dog) (TV) : Movie Usher
- 1995 : The Computer Wore Tennis Shoes (TV) : Policeman
- 1997 : History of the Pay Telephone : Operator
- 2000 : American Girls (Bring It On) : Mime

### comme scénariste
- 1989 : Almost Beat
- 1990 : The Secrets of the Back to the Future Trilogy (TV)
- 1991 : Back to the Future: The Ride

### comme producteur
- 2000 : Mel Gibson's 'Braveheart': A Filmmaker's Passion (TV)